# Bermudezella
Bermudezella es un género de foraminífero bentónico de la subfamilia Carpenteriinae, de la familia Victoriellidae, de la superfamilia Planorbulinoidea, del suborden Rotaliina y del orden Rotaliida. Su especie tipo es Carpenterella truncata. Su rango cronoestratigráfico abarca el Oligoceno medio.

## Clasificación
Bermudezella incluye a la siguiente especie:
- Bermudezella truncata †